# Toucanet émeraude
Aulacorhynchus prasinus
Espèce
Statut de conservation UICN

 LC  : Préoccupation mineure
Le Toucanet émeraude (Aulacorhynchus prasinus) est une espèce d'oiseaux de la famille des Ramphastidae,

## Description
Cette espèce mesure environ 29 cm de longueur. Il a un plumage essentiellement vert avec un menton bleu et un bec jaune et noir.

## Répartition
Son aire s'étend à travers le sud du Mexique et le nord de l'Amérique centrale.
Il est également présent dans les plaines orientales de Colombie et du Venezuela.

## Habitat
Cette espèce fréquente surtout les lisières forestières et les milieux semi-ouverts.

## Comportement
Le Toucanet émeraude se déplace en petits groupes lâches.

## Alimentation
Cet oiseau consomme surtout des fruits mais aussi des insectes, des oisillons et de petits reptiles.

## Taxonomie
D'après la classification de référence (version 5.1, 2015) du Congrès ornithologique international, cette espèce est constituée des sous-espèces suivantes (ordre phylogénique) :
- Aulacorhynchus prasinus warneri Winker, 2000 ;
- Aulacorhynchus prasinus prasinus Gould, 1833 ;
- Aulacorhynchus prasinus virescens Ridgway, 1912 ;
- Aulacorhynchus prasinus volcanius Dickey & Van Rossem, 1930.

Sept espèces étaient autrefois considérées comme des sous-espèces de Aulacorhynchus prasinus:
- A. p. wagleri (J.H.C. Sturm & J.W. Sturm, 1841) — Toucanet de Wagler (Aulacorhynchus wagleri) ;
- A. p. caeruleogularis (Gould, 1854) — Toucanet à gorge bleue (Aulacorhynchus caeruleogularis) ;
- A. p. cognatus (Nelson, 1912) — Aulacorhynchus cognatus ;
- A. p. lautus (Bangs, 1898) – Aulacorhynchus lautus ;
- A. p. griseigularis Chapman, 1915 – Aulacorhynchus griseigularis ;
- A. p. albivitta (Boissonneau, 1840) et A. p. phaeolaemus (Gould, 1874) – Toucanet à gorge blanche (Aulacorhynchus albivitta) ;
- A. p. atrogularis (J.H.C.F. Sturm, & J.W. Sturm, 1841), A. p. cyanolaemus (Gould, 1866) et A. p. dimidiatus (Ridgway, 1886) – Toucanet à gorge noire (Aulacorhynchus atrogularis).